# Eternal Flame Falls
Az Eternal Flame Falls, azaz az örök láng vízesés a Shale Creek rezervátumban található, mely a Chestnut Ridge Park részét képezi New York államban. A vízesés alatt egy kis barlang található, amelyből éghető gáz szivárog. Amikor meggyullad ezen gáz, akkor mintegy egész éven keresztül képes égni.
E helyszín szerepel Bruce Kershner: Secret Places című könyvében.

## Fordítás
Ez a szócikk részben vagy egészben  az   Eternal Flame Falls című angol Wikipédia-szócikk ezen változatának fordításán alapul.  Az eredeti cikk szerkesztőit annak laptörténete sorolja fel. Ez a jelzés csupán a megfogalmazás eredetét és a szerzői jogokat jelzi, nem szolgál a cikkben szereplő információk forrásmegjelöléseként.